# Wohlsdorf
Wohlsdorf este o comună din landul Saxonia-Anhalt, Germania.